# Rio Grind
O Rio Grind é um rio da Romênia, afluente do Durăceasa, localizado no distrito de Iaşi.